# برگرونی بوغوسیان
برگرونی ماردیروس بوغوسیان (به ارمنی: Բերգունի Մարտիրոս Պօղոսեան) (زاده ۱۹۴۸ - درگذشته ۲۰۱۴) فیلم‌بردار و مستندساز ارمنی‌تبار اهل ایران بود.

## زندگی‌نامه
وی در سال ۱۳۲۷ خورشیدی (۱۹۴۸ میلادی) در تهران به دنیا آمد. تحصیلات ابتدایی و متوسطه را در «مدرسه سن لویی» گذراند. تحصیلاتش را در «مدرسه عالی سینماتوگرافی رم» به پایان برد. یک دورهٔ فیلم‌برداری عروسکی را نیز در سوئد گذراند. در سال ۱۹۷۷ (۱۳۵۶) به ایران بازگشت. وی فعالیتش را در سینمای قبل انقلاب آغاز کرد. او که از خویشاوندان سلیمان میناسیان بود به عنوان دستیار فیلمبردار در تعدادی از فیلم‌های او حضور داشت؛ بوغوسیان به‌طور حرفه‌ای به کار فیلم‌برداری فیلم‌های کوتاه از جمله لوچو، قره کلیسا، ارامنهٔ ایران، ارامنهٔ ایران در جنگ و بلند سینمایی از جمله آتش پنهان، پنجره، سیرک بزرگ، مخترع ۲۰۰۱ پرداخت.

## درگذشت
بوغوسیان از روز ۲۰۱۴ (۱۶ آذر ۱۳۹۳) به دلیل عفونت ریه در بیمارستان فیروزگر بستری شد که این عفونت وارد خون وی شد و همین موضوع باعث وخامت حال وی شد. وی همچنین از بیماری آلزایمر رنج می‌برد و سرانجام در روز ۲۰۱۴ (۵ دی ۱۳۹۳) بر اثر سکته قلبی درگذشت و در آرامستان ارامنه تهران (بوراستان) در جاده خاوران به خاک سپرده شد

## فیلم‌شناسی
برگرونی بغوسیان در سال‌های بعد از انقلاب در دهه ۱۹۸۰ (دهه ۱۳۶۰) در پنج فیلم به عنوان مدیر فیلمبرداری فعالیت داشت. وی در دهه ۱۹۹۰ (دهه ۱۳۷۰) چند مستند و سریال فیلمبرداری کرد.
- شکار (۱۳۶۶)
- پنجره (۱۳۶۷)
- آتش پنهان (۱۳۶۹)
- سیرک بزرگ (۱۳۷۰)
- مخترع ۲۰۰۱ (۱۳۷۰)